# NGC 6785
NGC 6785 је планетарна маглина у сазвежђу Орао која се налази на NGC листи објеката дубоког неба.
Деклинација објекта је - 1° 35' 45" а ректасцензија 19h 18m 24,9s. Привидна величина (магнитуда) објекта NGC 6785 износи 12,3 а фотографска магнитуда 13,3. NGC 6785 је још познат и под ознакама NGC 6778, PK 34-6.1, CS=15.0.